# Diluvium
Diluvium (från latinets diluvium: 'översvämning') är en benämning på kvartärs äldre avlagringar, särskilt de med glacialt ursprung såsom moräner och liknande.
Namnet kommer av att lämningarna under 1800-talet antogs vara spår av en eller flera översvämmingar, identifierade med syndafloden. Benämningen försvann i Sverige redan i början av 1900-talet, men i Tyskland fortsatte man att bruka benämningen ännu en tid.